# Trine Schmidt
Trine Schmidt Hansen (Copenaghen, 3 giugno 1988) è un'ex ciclista su strada e pistard danese, vincitrice nel 2017 di due titoli europei su pista.

## Palmarès

### Strada
- 2004 (Juniores)

Campionati danesi, Prova a cronometro Junior
- 2007 (Team Flexpoint, due vittorie)

4ª tappa Gracia-Orlová (Orlová > Orlová)
Campionati danesi, Prova a cronometro Elite

#### Altri successi
- 2006

Campionati danesi, Cronosquadre (con Mie Bekker Lacota e Anette Berg)

### Pista
- 2004

Campionati danesi, Scratch
- 2007

Campionati danesi, Inseguimento individuale
Campionati danesi, Scratch
- 2009

Campionati danesi, Inseguimento individuale
- 2017

Campionati danesi, Inseguimento individuale
Campionati danesi, Scratch
Campionati europei, Corsa a punti
Campionati europei, Scratch
- 2019

3ª prova Coppa del mondo 2019-2020, Americana (Hong Kong, con Julie Leth)
- 2020

Campionati danesi, Americana (con Amalie Dideriksen)

## Piazzamenti

### Grandi Giri
- Giro d'Italia

2007: 95ª
2008: 89ª
2009: 58ª

### Competizioni mondiali
- Campionati del mondo su strada

Vienna 2005 - Cronometro Junior: 11ª
Vienna 2005 - In linea Junior: ritirata
Spa-Francorchamps 2006 - Cronometro Junior: 11ª
Spa-Francorchamps 2006 - In linea Junior: 25ª
Stoccarda 2007 - Cronometro Elite: 27ª
Stoccarda 2007 - In linea Elite: ritirata
Varese 2008 - Cronometro Elite: 31ª
Mendrisio 2009 - Cronometro Elite: 17ª
Mendrisio 2009 - In linea Elite: ritirata
Bergen 2017 - In linea Elite: ritirata
Innsbruck 2018 - Cronosquadre: 6ª
- Campionati del mondo su pista

Palma di Maiorca 2007 - Inseg. individuale: 15ª
Manchester 2008 - Corsa a punti: 2ª
Manchester 2008 - Scratch: 19ª
Apeldoorn 2018 - Americana: 4ª
Apeldoorn 2018 - Corsa a punti: 6ª
Pruszków 2019 - Corsa a punti: 17ª
Berlino 2020 - Corsa a punti: 8ª
- Giochi olimpici

Pechino 2008 - Corsa a punti: 18ª

### Competizioni europee
- Campionati europei su strada

Valkenburg 2006 - Cronometro Junior: 2ª
Valkenburg 2006 - In linea Junior: 8ª
Sofia 2007 - Cronometro Under-23: 4ª
Hooglede 2009 - Cronometro Under-23: 5ª
Herning 2017 - In linea Elite: 75ª
- Campionati europei su pista

Valencia 2004 - 500 metri a cronometro Junior: 15ª
Fiorenzuola d'Arda 2005 - Inseguimento individuale Junior: 3ª
Berlino 2017 - Corsa a eliminazione: 6ª
Berlino 2017 - Corsa a punti: vincitrice
Berlino 2017 - Scratch: vincitrice
Berlino 2017 - Americana: 4ª
Glasgow 2018 - Scratch: 6ª
Glasgow 2018 - Inseguimento individuale: 7ª
Glasgow 2018 - Corsa a eliminazione: 10ª
Apeldoorn 2019 - Scratch: 12ª
Apeldoorn 2019 - Corsa a eliminazione: 13ª
Apeldoorn 2019 - Corsa a punti: 8ª